# Улица Строителей (Киев, Днепровский район)
Улица Строителей (укр. Вулиця Будівельників) — улица в Днепровском районе города Киева. Пролегает от проспекта Леонида Каденюка до проспекта Георгия Нарбута при примыкании улицы Князя Романа Мстиславича, в исторически сложившейся местности (районе) Соцгород.
Примыкают улица Григория Чупринки, бульвар Верховного Совета, улицы Уинстона Черчилля, Краковская, Гетмана Павла Полуботка, Броварской проспект (по путепроводу), Андрея Малышко. Улица Строителей пересекает Броварской проспект по эстакаде (путепроводу).

## История
Новая улица № 801 возникла в 1950-е годы.
5 июля 1955 года Новая улица № 801 в Дарницком районе переименована в улицу Строителей, согласно Решению исполнительного комитета Киевского городского совета депутатов трудящихся № 857 «Про переименование улиц г. Киева» («Про перейменування вулиць м. Києва»).
20 июля 1965 года часть улицы Строителей была выделена в отдельную улицу Владимира Сосюры, согласно Решению исполнительного комитета Киевского городского совета депутатов трудящихся № 1270 «Про переименование улиц г. Киева» («Про перейменування вулиць м. Києва»).

## Застройка
Улица пролегает в северо-западном направлении — параллельно проспекту Мира, далее (перед примыканием к бульвару Верховного Совета) пролегает в более северном направлении — параллельно улицам Георгия Тороповского и Сергея Набоки. Улица имеет по три ряда движения в обе стороны.
Четная и нечетная стороны улицы заняты многоэтажной (преимущественно 5-этажные дома) жилой застройкой, частично малоэтажной, а также учреждениями обслуживания.
Учреждения:
- дом № 10 — школа № 188
- дом № 24а — управление по вопросам чрезвычайных ситуаций Днепровской районной государственной администрации
- дом № 25 — Киевская государственная инспекция охраны труда в энергетике
- дом № 32/2 — отделение связи № 100
- дом № 34/1 — управление культуры Днепровской районной государственной администрации
- дом № 37 — школа № 148